# Hiroto Sakai
Hiroto Sakai (酒井 大登 Sakai Hiroto?), född 11 augusti 1989 i Saitama prefektur, är en japansk fotbollsspelare.
Sakai började sin karriär 2012 i Japan Soccer College. Efter Japan Soccer College spelade han för SP Kyoto FC, ReinMeer Aomori och Vanraure Hachinohe.